# Ойра
О́йра чи Ойра-ойра — парний побутовий танець розміром 3/4 такту, темп помірно-швидкий. У Білорусі з'явився наприкінці XIX — початку XX століття. Отримав популярність у Східній Європі.
Виконується у парах по колу. Черга рухів повторюється декілька разів: плескання у долоні, прості кроки, синхронне витягування ноги, погляд один одному в обличчя та інші. Виконавці під час танцю вигукували один одному «ой-ра!», звідки і пішла назва танцю. Пізніше з'явилися наспіви (білоруською): 
|  | Што за танец ойра, ойра! Да чаго ж ты стройна, стройна… |

Наприкінці 80-х років танець знову почав відроджуватись у Білорусі вже більше з прибалтійського погляду — три кроки, стукання ногами поперемінно (правими, потім лівими). При цьому вигукують «Ойра-ойра!»